# پارک هی-وون
پارک هی-وون (انگلیسی: Park Hye-won؛ زادهٔ ۱۵ اوت ۱۹۸۳) اسکیت‌باز سرعت اهل کره جنوبی است.